# Henri Conneau
Henri François Alexandre Conneau (Milano, 4 giugno 1803 – La Porta, 16 agosto 1877) è stato un medico, chirurgo e politico francese.
Medico capo dell'esercito, fu chirurgo di Napoleone III nonché senatore dell'Impero francese.

## Biografia

### I primi anni
Henri Conneau era figlio di, Alexandre Jean-Louis Conneau (1772-1835), collettore del Regno d'Etruria, e di sua moglie Thérèse Raucher (1774-1859). Era fratello maggiore del navigatore e scrittore Théophile Conneau (1804-1860). Henry nacque a Milano ma per il lavoro del padre trascorse la maggior parte della sua infanzia ad Arezzo, studiando poi medicina all'Università di Firenze dal 1820 al 1827, laureandosi in chirurgia. Ancora studente, fu per un certo periodo di tempo segretario personale di Luigi Bonaparte, ex re d'Olanda e fratello di Napoleone.
Dopo la laurea, Conneau si trasferì a Roma dal 1828, esercitando la professione di medico, prendendo parte ai moti rivoluzionari del 1830 al fianco dei due figli di Luigi Bonaparte, il principe Napoleone Luigi. I volontari dell'insurrezione (che durò in tutto due mesi), sconfitti dall'esercito austriaco, cercarono di trovare rifugio all'estero con in testa i due principi imperiali e Henru Conneau, che cercò di salvare senza successo il principe Napoleone Luigi che morì di morbillo a Forlì, salvando invece il futuro Napoleone III che rischiò di morire ad Ancona.

### Al fianco del principe Luigi Napoleone Bonaparte

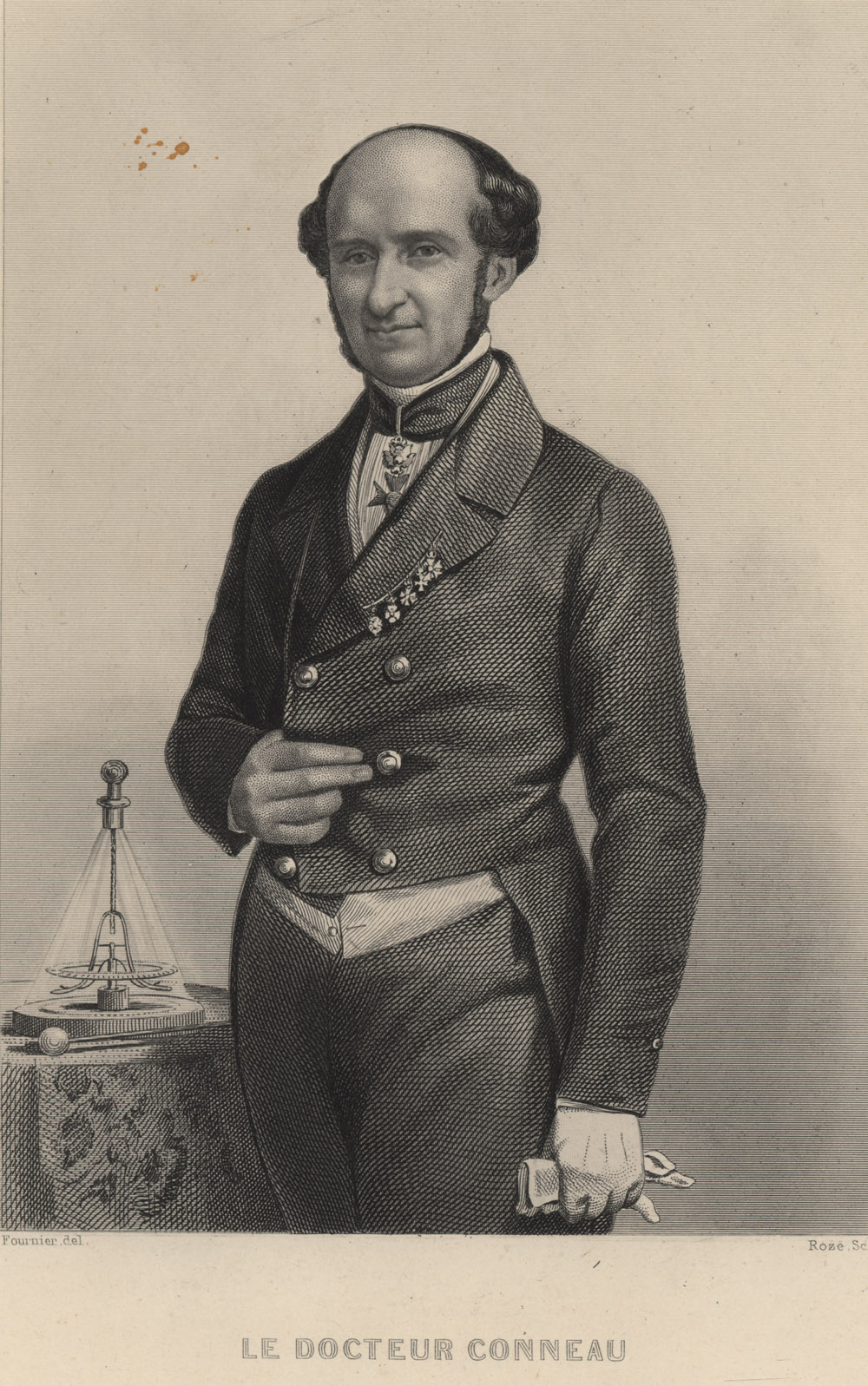
Il dottor Conneau in un'incisione della prima metà dell'Ottocento

Per aver salvato la vita del futuro imperatore, Conneau si legò ancora più strettamente all'ex famiglia imperiale francese, divenendo medico personale di Hortense de Beauharnais, moglie dell'ex re Luigi Bonaparte, mentre questa si trovava in esilio in Svizzera, presso il castello di Arenberg, assistendola anche sul letto di morte.
Sempre seguendo le imprese del principe Luigi Napoleone, prese parte con questi al tentativo di rivolta a Boulogne-sur-Mer del 1840, ma venne imprigionato nel forte di Ham per cinque anni con lo stesso principe. Con lui, il 26 maggio 1846, progettò una rocambolesca fuga che portò entrambi fuori dalla fortezza. Dopo la rivoluzione del 1848, a seguito della quale Luigi Napoleone Bonaparte venne eletto presidente della neonata repubblica francese, Conneau ne divenne il medico personale e venne naturalizzato cittadino francese. Contemporaneamente venne nominato medico dello stato maggiore della Guardia Nazionale di Parigi. Il 2 febbraio 1849 ricevette la Legion d'Onore.

### Il Secondo impero francese

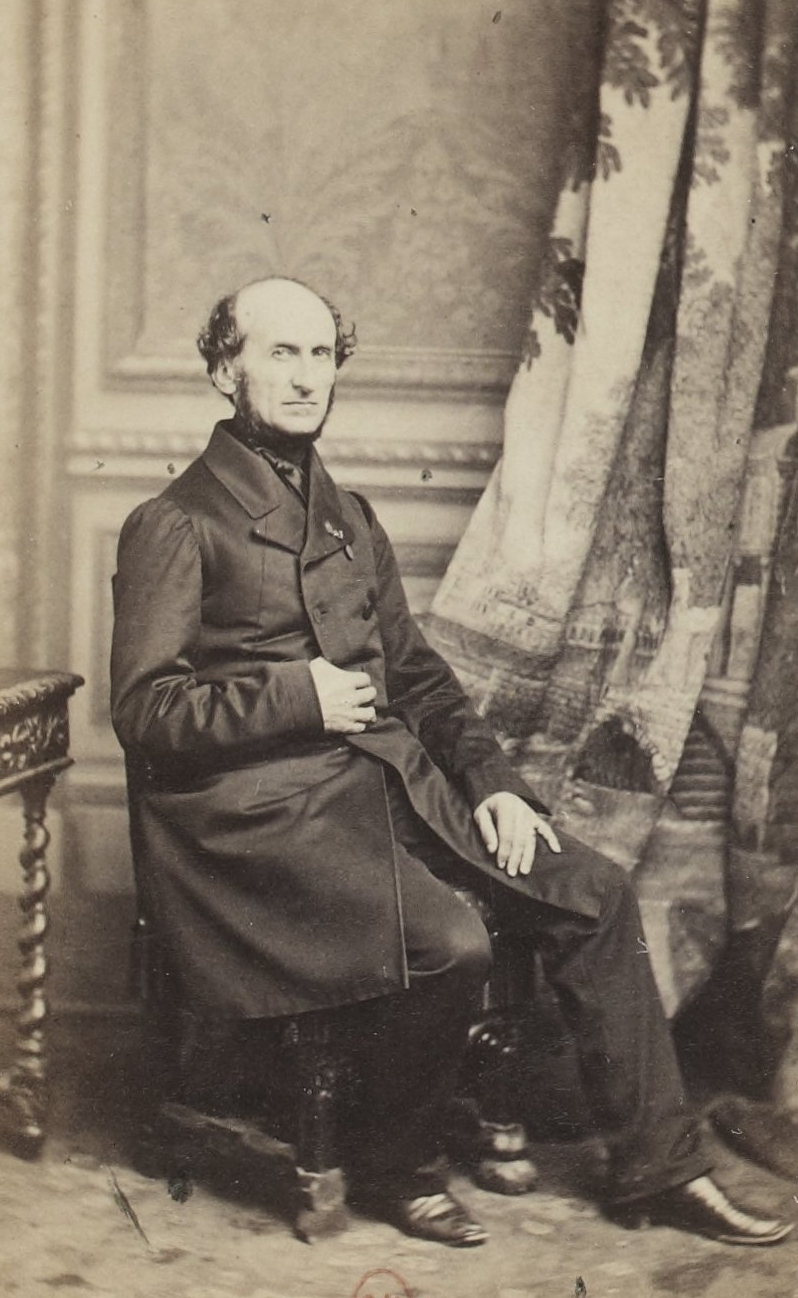
Il dottor Conneau in una fotografia della seconda metà dell'Ottocento

Il dottor Henri Conneau venne eletto deputato nel 1852 per il dipartimento della Somme ed infine senatore il 18 novembre 1867. Nel 1853 venne promosso ufficiale della Legion d'Onore e sposò la giovanissima Juliette Pasqualini, originaria dell'alta Corsica e pronipote del suo amico conte Horace Sébastiani (1772-1851), maresciallo di Francia e ministro della Marina. Fu Conneau ad assistere l'imperatrice Eugenia de Montijo durante il difficile parto nel quale diede alla luce il principe ereditario, dando per primo la notizia all'imperatore. Nel 1858 divenne presidente dell'Associazione Generale dei Medici di Francia.
In quello stesso anno venne incaricato dall'imperatore di organizzare gli accordi segreti di Plombières col conte di Cavour al fine di organizzare quello che sarebbe stato il primo passo verso l'unificazione dell'Italia. Coinvolse nelle contrattazioni anche il conte Francesco Arese Lucini col quale mantenne ottimi rapporti sin dai moti del 1830 in Romagna.
Dopo la nomina a commendatore, il 7 agosto 1867 ottenne la croce da grand'ufficiale della Legion d'Onore.

### Gli ultimi anni
Dopo la battaglia di Sedan e la caduta dell'Impero, il 4 settembre 1870, Conneau accompagnò Napoleone III nella sua prigionia al Castello di Wilhelmshöhe e poi in esilio a Chislehurst, in Inghilterra, dove l'ex imperatore morì il 9 gennaio 1873.
Dopo la morte del suo patrono, Conneau tornò in un primo momento in Francia e poi in Corsica, a La Porta, città dove morì nell'agosto del 1877. Fu padre del maggiore generale Louis Conneau, Membro dell'Accademia di Statistica di Milano, dell'Accademia di Medicina di Ferrara ed ottenne il patriziato ereditario della Repubblica di San Marino.